# Poecilosomella brunetti
Poecilosomella brunetti är en tvåvingeart som beskrevs av Deeming 1969. Poecilosomella brunetti ingår i släktet Poecilosomella och familjen hoppflugor. Inga underarter finns listade i Catalogue of Life.